# E.K.M. Dido
E.K.M. Dido (Tsomo, 1951) is een Zuid-Afrikaanse schrijfster. Dido heeft te kennen gegeven de voorletters (E.K.M.) niet meer te willen gebruiken. Over die initialen zegt ze dat ze een combinatie zijn van de namen van haar moeder, grootmoeder en overgrootmoeder.

## Biografie
Dido is geboren in 1951 in het voormalige Transkei, een van de thuislanden uit de tijd van Zuid-Afrika's apartheid. Naast haar moedertaal, Afrikaans, heeft ze ook Xhosa geleerd en later Engels. Na haar schoolopleiding (op een katholiek internaat in Cradock) volgt ze een opleiding in de verpleging die ze voltooit aan de Universiteit van Zuid-Afrika (UNISA). Dido heeft lange tijd gewerkt als docent verpleegkunde, maar richt zich nu voor het grootste gedeelte van haar tijd op creatief schrijven. Ze levert regelmatig bijdragen aan LitNet, zowel informatieve stukjes als ook korte verhalen, en is actief op het gebied van het bevorderen van een leescultuur op het platteland. Zij woont sinds 1972 in Kaapstad.
Zij was een van de eerste zwarte vrouwen die in het Afrikaans publiceerde. Haar werk wordt gekenmerkt door een diep sociaal-politiek bewustzijn. Uiteraard spelen apartheid en de gevolgen daarvan voor de verschillende bevolkingsgroepen een grote rol. Ook de positie van de zwarte vrouw in een streng patriarchaal systeem is een belangrijk thema. Ze schrijft haar romans om "mens en samenleving" te verbeteren. Haar boeken vertonen nogal eens een didactische inslag.

## Werken
- Die storie van Monica Peters (1996). Aanvankelijk in het Engels geschreven.
- Rugdraai en stilbly (1997)
- ´n Stringtjie bou krale (2000)
- Die onsigbares (2003)
- ´n Ander ek (2007)
- Emma en Nella (2010)

## In het Nederlands vertaald
- Een ander ik (2008). Vertaald door Riet de Jong-Goossens.